# Tänzer Áron
Tänzer Áron (Hohenems, 1871. január 30. – Göppingen, 1937. február 26.) magyarországi származású zsidó hittudós, Tirol, Vorarlberg és Meran főrabbija.

## Élete
A pozsonyi rabbiiskolán, majd a berlini egyetemen tanult és filozófiai doktorátust tett. 1896-ban Hohenemsben választották meg Tirol és Vorarlberg főrabbijává, 1904-től pedig Meranban működött ugyanilyen minőségben. Számos tanulmányán kívül irt önállóan megjelent művei: 
- Die Religionsphilosophie Josef Albo’s (1896);
- Der israelitische Friedhof Hohenems (1901);
- Judentum und Entwicklungslehre (1903);
- Geschichte der Juden in Tirol und Vorarlberg (1903 és köv.).